# Thanh Tân, Kiến Xương
Thanh Tân là một xã thuộc huyện Kiến Xương, tỉnh Thái Bình, Việt Nam.
Xã có diện tích 5,43 km², dân số năm 1999 là 5.805 người, mật độ dân số đạt 1.069 người/km².